# Mike Riddle
Mike Riddle (Edmonton, 17 giugno 1986) è un ex sciatore freestyle canadese, vincitore di un titolo mondiale nell'halfpipe.

## Biografia
Ha debuttato in Coppa del Mondo il 15 gennaio 2006 a Les Contamines, subito ottenendo il primo podio (2º), e ha ottenuto la prima vittoria il 12 marzo 2008 a Valmalenco.
In carriera ha partecipato a due edizioni dei Giochi olimpici invernali, Soči 2014 vincendo la medaglia d'argento e Pyeongchang 2018 arrivando al 6º posto, e a cinque dei Campionati mondiali, vincendo la medaglia d'oro a Park City 2011 e l'argento a Sierra Nevada 2017.

## Palmarès

### Olimpiadi
- 1 medaglia:
  - 1 argento (halfpipe a Soči 2014)

### Mondiali
- 2 medaglie:
  - 1 oro (halfpipe a Park City 2011)
  - 1 argento (halfpipe a Sierra Nevada 2017)

### Coppa del Mondo
- Miglior piazzamento in classifica generale: 4º nel 2013
- Vincitore della Coppa del Mondo di halfpipe nel 2013
- 8 podi:
  - 4 vittorie
  - 2 secondi posti
  - 2 terzi posti

#### Coppa del Mondo - vittorie
| Data            | Luogo           | Paese       | Disciplina |
| --------------- | --------------- | ----------- | ---------- |
| 12 marzo 2008   | Valmalenco      | Italia      | HP         |
| 11 gennaio 2013 | Copper Mountain | Stati Uniti | HP         |
| 25 marzo 2013   | Sierra Nevada   | Spagna      | HP         |
| 13 marzo 2015   | Tignes          | Francia     | HP         |

Legenda:

HP = Halfpipe